# Vevey-Sports
El FC Vevey United es un equipo de fútbol de Suiza que juega en la 1. Liga, la cuarta división de fútbol en el país.

## Historia
Fue fundado en el año 1905 en la ciudad de Vevey con el nombre Vevey Sports y en la temporada de 1974/75 juega por primera vez en la Superliga de Suiza, descendiendo en su primera temporada al terminar en último lugar entre 14 equipos.
Los mejores años del club han sido en la década de los años 1980, periodo en el que jugó por seis temporadas en la Superliga de Suiza hasta perder la categoría en la temporada 1986/87 al perder la serie de playoff 1-2 ante el FC Lugano.
Al año siguiente desciende de la Challenge League y pasa a las ligas regionales, se declara en bancarrota en 2005 y desaparece. Pocos meses después el club es refundado como FC Vevey-Sports 05 y el 27 de abril de 2018 se fusiona con el Azurri United y pasa a ser FC Vevey United.

## Palmarés
- Nationalliga B: 1

1981
- Promotion League: 2

1958, 1970
- 2. Liga: 1

2010
- 2. Liga Interregional: 1

2016

## Jugadores

### Jugadores destacados
- Jean-Claude Schindelholz (1971-73)
- Claudio Sulser (1973-77)
- Christian Matthey (1981-82)
- Pierre-Albert Chapuisat (1984-86)
- Grégory Duruz (1997-98)